# Вурхис, Ларк
Ларк Ву́рхис (англ. Lark Voorhies; род. 25 марта 1974, Нашвилл) — американская актриса, кинопродюсер, певица и фотомодель. Наиболее известна ролью Лизы Татл из телесериалов «Доброе утро, мисс Блисс» (1988—1989) и «Спасённые звонком» (1989—1993), за которую она получила 2 премии (1990, 1993) и 3 номинации (1989, 1990, 1992) премии «Молодой актёр».

## Личная жизнь
В 1996—2004 Ларк была замужем за актёром и продюсером Мигелем Коулман.
С 30 апреля 2015 года Ларк замужем за Джимми Грином, на развод с которым она подала в октябре того же года.

## Избранная фильмография
| Год       |   | Русское название                 | Оригинальное название                | Роль              |
| --------- | - | -------------------------------- | ------------------------------------ | ----------------- |
| 1988—1989 | с | Доброе утро, мисс Блисс          | Good Morning, Miss Bliss             | Лиза Татл         |
| 1989—1993 | с | Спасённые звонком                | Saved by the Bell                    | Лиза Татл         |
| 1989      | с | Шоу Роберта Гийома               | The Robert Guillaume Show            | Даника            |
| 1992      | с | Принц из Беверли-Хиллз           | The Fresh Prince of Bel-Air          | Синди             |
| 1993      | с | Мартин                           | Martin                               | Николь            |
| 1994      | с | Спасённые звонком: Годы колледжа | Saved by the Bell: The College Years | Лиза Татл         |
| 1994      | с | Спасённые звонком: Новый класс   | Saved by the Bell: The New Class     | Лиза Татл         |
| 1995      | с | Звёздный путь: Глубокий космос 9 | Star Trek: Deep Space Nine           | Лиэнн             |
| 1995      | с | Дела семейные                    | Family Matters                       | девушка мечты     |
| 1995—1996 | с | Дерзкие и красивые               | The Bold and the Beautiful           | Жасмин Малоун     |
| 1997      | ф | Как стать игроком                | Def Jam’s How to Be a Player         | Лиза              |
| 1997      | с | Малькольм и Эдди                 | Malcolm & Eddie                      | Лидия             |
| 1997      | с | Последний дон                    | The Last Don                         | Тиффани           |
| 1997—1999 | с | В доме                           | In the House                         | Мерседес Лэнгфорд |
| 1998      | с | Лодка любви                      | Love Boat: The Next Wave             | Джохари Мэйфилд   |
| 1999      | с | Паркеры                          | The Parkers                          | Чандра            |
| 2001      | ф | Воля случая                      | Longshot                             | девушка в баре    |
| 2001      | ф | Торчки                           | How High                             | Лаура             |
| 2002      | ф | Клеймо гражданина                | Civil Brand                          | Лил Мама          |
| 2008      | ф | Следующий удар                   | The Next Hit                         | Ана Смит          |
| 2011      | ф | Мера веры                        | Measure of Faith                     | Ким               |
| 2012      | ф | Маленькие уродцы                 | Little Creeps                        | Декан             |
| 2012      | ф | Путешествие Джессики             | Jessica’s Journey                    | Ханна             |
| 2020—2021 | с | Спасённые звонком                | Saved by the Bell                    | Лиза Татл         |